# Корне (Росія)
Корне (рос. Корное) — присілок в Мосальському районі Калузької області Російської Федерації.
Населення становить 7 осіб. Входить до складу муніципального утворення Присілок Вороніно.

## Історія
Iсторик В. Кашкаров в 1901 році в статті «до питання про найдавніше населення Калузької губернії», опублікованій у другій книзі «Калузької старовини», припустив, що слов'янське місто Корьдно (Кордно), про який згадується в Повчанні Володимира Мономаха — це селище Корно Мосальского повіту.. На думку академіка Б. А. Рибакова, Корьдно був головним містом в'ятичів, згадуваним арабськими і перськими авторами.
Від 2004 року входить до складу муніципального утворення Присілок Вороніно.

## Населення
| 2002 | 2010 |
| ---- | ---- |
| 11   | ↘7   |